# Hexatoma sculleni
Hexatoma sculleni är en tvåvingeart som beskrevs av Alexander 1943. Hexatoma sculleni ingår i släktet Hexatoma och familjen småharkrankar. Inga underarter finns listade i Catalogue of Life.